# Spixiana
《Spixiana》是一本一年出版兩次、透過同行評審來審閱的动物学科学期刊，名義上由巴伐利亚州动物标本收集研究所出版，實際負責人是Verlag Dr. Friedrich Pfeil。《Spixiana》發表以生物分类学、生物形態學、系統發生學及动物地理学為主題範疇的原創研究，偶爾亦會發表單行本作補充。

## 外部連結
- 官方网站